# Gwillim Lake Park
Gwillim Lake Park är en park i Kanada.   Den ligger i provinsen British Columbia, i den centrala delen av landet, 3 300 km väster om huvudstaden Ottawa. Gwillim Lake Park ligger 777 meter över havet.
Terrängen runt Gwillim Lake Park är huvudsakligen kuperad. Gwillim Lake Park ligger nere i en dal. Runt Gwillim Lake Park är det mycket glesbefolkat, med 2 invånare per kvadratkilometer.. Det finns inga samhällen i närheten.
I omgivningarna runt Gwillim Lake Park växer i huvudsak barrskog.